# Сант-Арпино
Сант-Арпино (итал. Sant'Arpino) — коммуна в Италии, располагается в регионе Кампания, в провинции Казерта.
Население составляет 13 390 человек (2008 г.), плотность населения составляет 4463 чел./км². Занимает площадь 3 км². Почтовый индекс — 81030. Телефонный код — 081.
Покровителем коммуны почитается святой Элпидий из Ателлы, празднование 24 мая.

## Демография
Динамика населения:

## Администрация коммуны
- Официальный сайт: http://www.comune.santarpino.ce.it/